# Katarzyna Polewany
Katarzyna Polewany (ur. 22 lipca 1993 w Jarocinie) – polska aktorka teatralna i filmowa. Absolwentka 21. Społecznego Liceum Ogólnokształcącego im. Jerzego Grotowskiego w Warszawie i następnie  Wydziału Aktorskiego Akademii Sztuk Teatralnych im. Stanisława Wyspiańskiego w Krakowie w specjalizacji wokalno-aktorskiej. 

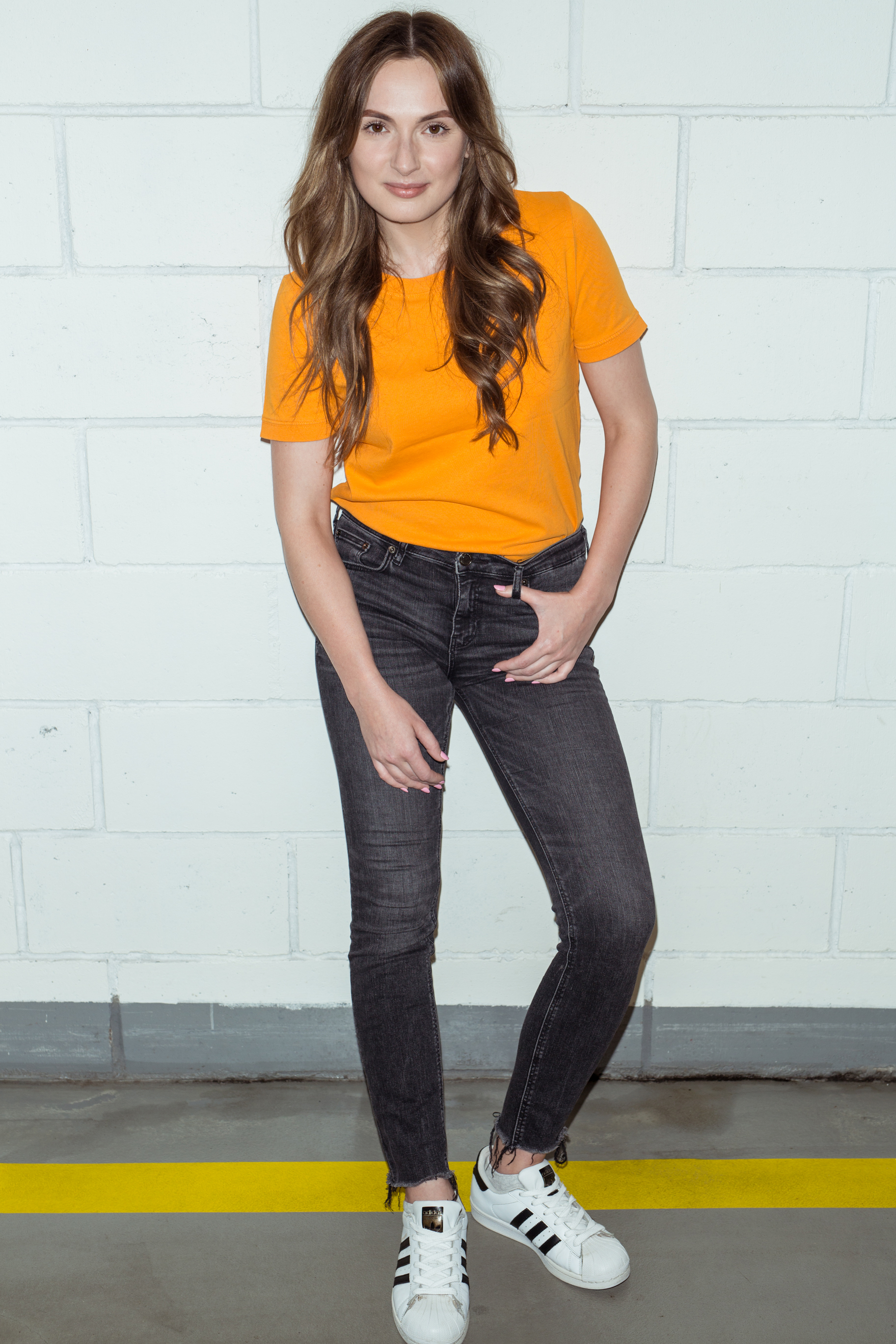
Katarzyna Polewany

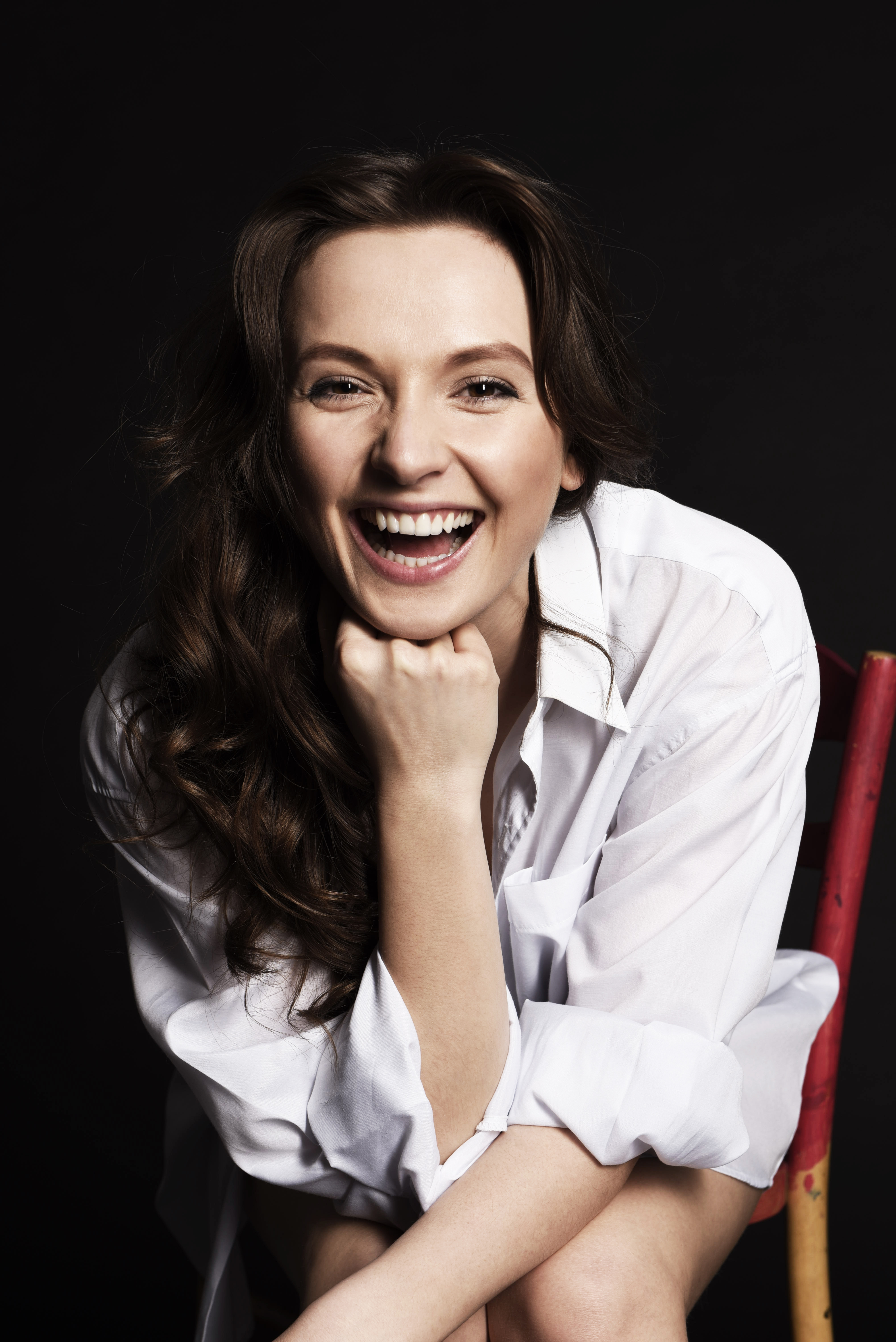
Katarzyna Polewany

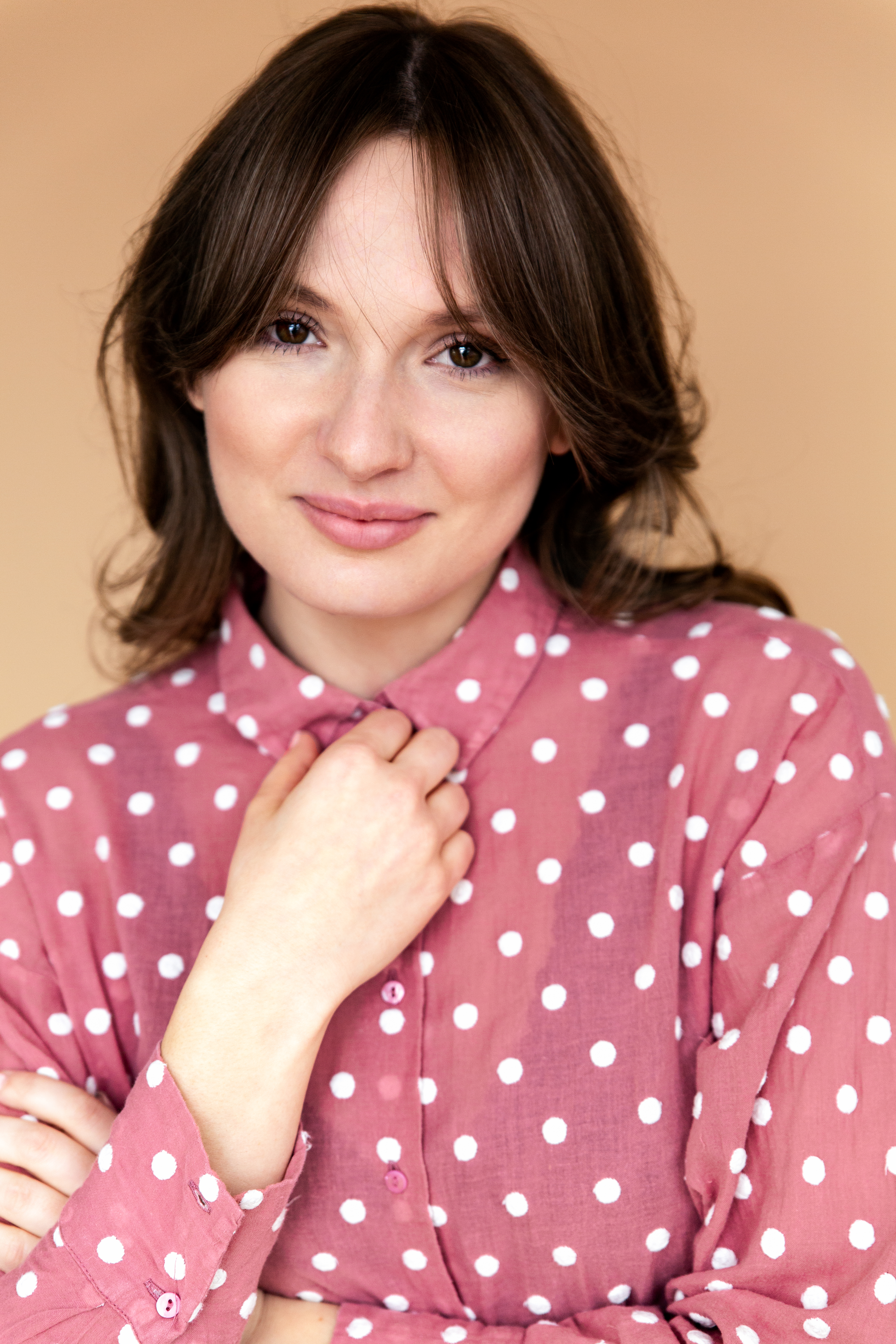
Katarzyna Polewany

## Życiorys
Swoją aktorską karierę rozpoczynała w wieku 16 lat, debiutując na deskach Gliwickiego Teatru Muzycznego, gdzie grała w spektaklu pt. „High School Musical on stage” w reżyserii Tomasza Dutkiewicza. Pojawiła się tam obok m.in. Rafała Szatana, Aleksandry Adamskiej czy Sary Chmiel. Spektakl ten był również wystawiany w Sali Kongresowej w Warszawie i w Atlas Arenie. 
Przed szkołą teatralną wraz z m.in. Michałem Milowiczem, Michałem Koterskim, Anetą Zając i Markiem Włodarczykiem zagrała w „Mayday 2” w reżyserii Grzegorza Reszki. Za produkcję spektaklu odpowiadał impresaryjny Teatr Fabryka Marzeń. Premiera sztuki odbyła się w Teatrze Palladium w Warszawie w 2015 roku. 
W trakcie studiów aktorka kontynuowała współpracę w Teatrem Fabryka Marzeń i w 2017 roku  miała miejsce premiera spektaklu „Szalone nożyczki” w reżyserii Jakuba Ehrlicha. Do obsady spektaklu należy m.in. Lesław Żurek, Dominika Gwit, Alan Andersz i Krzysztof Ibisz. Następnym tytułem, w którym brała udział był spektakl „Chcesz się bawić? Zadzwoń” (2018) w reżyserii Radosława Dunaszewskiego. 
Aktorkę zobaczyć można także w „Pchle Szachrajce” w reżyserii Anny Seniuk, gdzie wciela się w główną, tytułową rolę. Spektakl wyprodukowany został w Teatrze Groteska w Krakowie.
W marcu 2022 roku, w Teatrze Jaracza w Łodzi odbyła się premiera "Wiśniowego sadu" w reżyserii Małgorzaty Warsickiej, gdzie można obejrzeć aktorkę w roli Duniaszy. 
Jesienią 2022 roku zajęła drugie miejsce w finale 17 edycji programu rozrywkowego telewizji Polsat „Twoja twarz brzmi znajomo”.

## Teatr

### Gliwicki Teatr Muzyczny
2009: High School Musical on Stage - Martha Cox

### Teatr Fabryka Marzeń
2015: Mayday 2 - Vicky Smith
2017: Szalone Nożyczki - Helena Dąbek
2018: Chcesz się bawić? Zadzwoń! - Iza

### Teatr Groteska w Krakowie
2019: Pchła Szachrajka - Pchła Szachrajka

### TeatrPWST
2021: Popatrz na mnie - Norma 

### Teatr im. Stefana Jaracza w Łodzi
2022: Wiśniowy sad - Duniasza

## Filmografia
- 2014: Moja jaskółka - pielęgniarka
- 2017: Mroczne żelazo - Monika
- 2017: Barwy szczęścia - dziewczyna na egzaminie prawa jazdy
- 2018: Kobieta sukcesu
- 2019: Zakochani po uszy - pielęgniarka
- 2021: Na dobre i na złe - Ania Mazurska
- 2021: Klangor - pielęgniarka Julita[4]

## Inne osiągnięcia
Aktorka w 2021 roku była finalistką 24 edycji festiwalu "Pamiętajmy o Osieckiej" oraz w tym samym roku półfinalistką festiwalu Andrzeja Zauchy "Serca bicie". 